# St. Konrad (Mannheim)

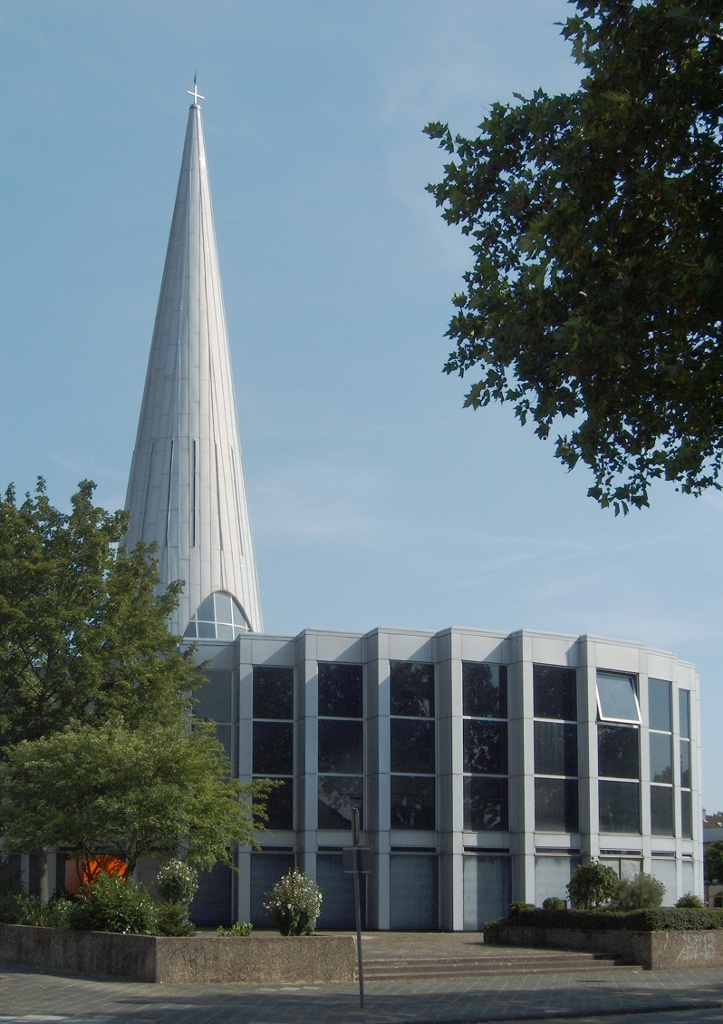
St.-Konrad-Kirche

Die St.-Konrad-Kirche ist eine römisch-katholische Kirche in dem zum Mannheimer Stadtbezirk Rheinau gehörenden Stadtteil Casterfeld. Sie wurde zwischen 1962 und 1964 nach den Plänen von Heinz Heß errichtet.

## Geschichte
Die Siedlung Casterfeld entstand ab 1934 zwischen Rheinau und Neckarau. In den beiden Stadtteilen befanden sich auch die nächstgelegenen katholischen Kirchen St. Antonius und St. Jakobus. Im Norden der Antoniuspfarrei wurde 1950 eine Notkirche errichtet, die sogenannte Marienkapelle. Dabei handelte es sich um eine ca. 25 m lange und 6 m breite Baracke, die durch eine Falttür in den eigentlichen Kapellenraum und einen Kindergartenraum geteilt wurde. Als besonderes Schmuckstück erhielt diese auf den Titel Maria Königin geweihte Kapelle ein von der Mannheimer Schönstatt-Familie gestiftetes Bild der Mater Ter Admirabilis.
Die durch die Zuzüge nach dem Zweiten Weltkrieg stetig wachsende Katholikenzahl ließ diese Notkirche bald zu klein werden. Deshalb wurde im November 1962 mit dem Bau einer eigenen Kirche begonnen. Die Grundsteinlegung erfolgte am 30. Juni 1963. Etwa ein Jahr später konnte der Kirchenbau vollendet werden. Die Kirchweihe fand allerdings erst am 19. Juni 1966 statt, weil zuvor wegen des Zweiten Vatikanischen Konzils kein Bischof verfügbar war. Als Patrone erhielt die neue Kirche den heiligen Bischof Konrad von Konstanz sowie den heiligen Pfarrer von Ars, Johannes Maria Vianney. Bei dieser Kirchweihe, die der damalige Erzbischof von Freiburg, Hermann Schäufele, vornahm, wurden im Altar Reliquien der heiligen Märtyrer Justin und Florentina eingeschlossen. Starke Witterungsschäden an der ursprünglich in Sichtbeton erbauten Kirche machten 1982 eine umfassende Sanierung der Kirche notwendig. Schiff und Turm der Kirche wurden mit Aluminiumblech verkleidet. 2004 wurde das Dach saniert.
1965 war der spätere Erzbischof Robert Zollitsch als Vikar an St. Konrad tätig. Der erste und einzige „eigene“ Pfarrer war von der Errichtung der Pfarrkuratie St. Konrad am 1. Oktober 1964 bis 2000 Bernhard Herrmann. Dann schlossen sich aufgrund des Priestermangels in der katholischen Kirche die Gemeinden St. Konrad, St. Antonius, St. Johannes, St. Theresia und Heilig Kreuz am 25. März 2001 zur Seelsorgeeinheit Mannheim-Süd zusammen. Leiter dieser Seelsorgeeinheit wurde Pfarrer Stefan Schaaf.

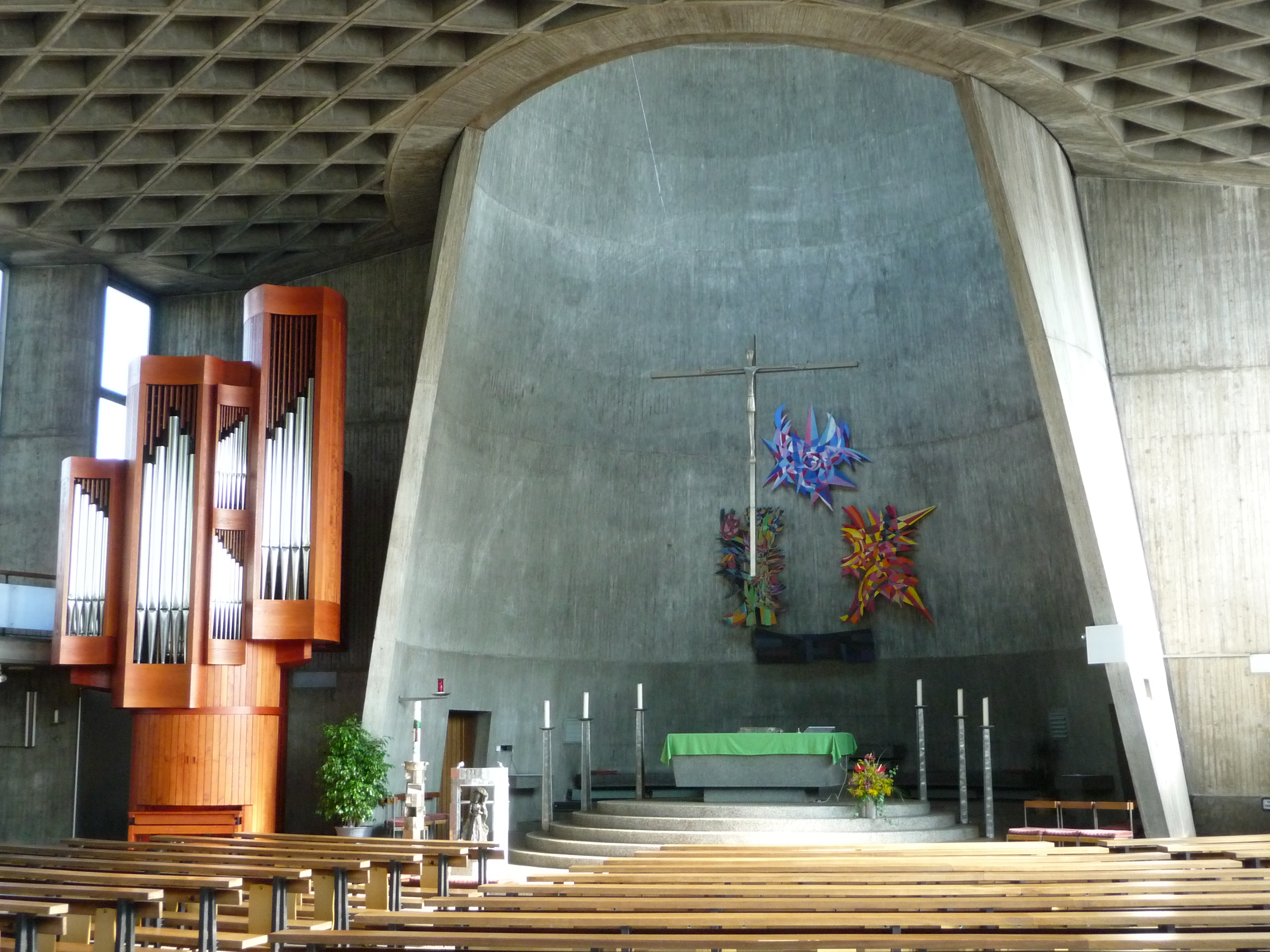
Blick zur Apsis
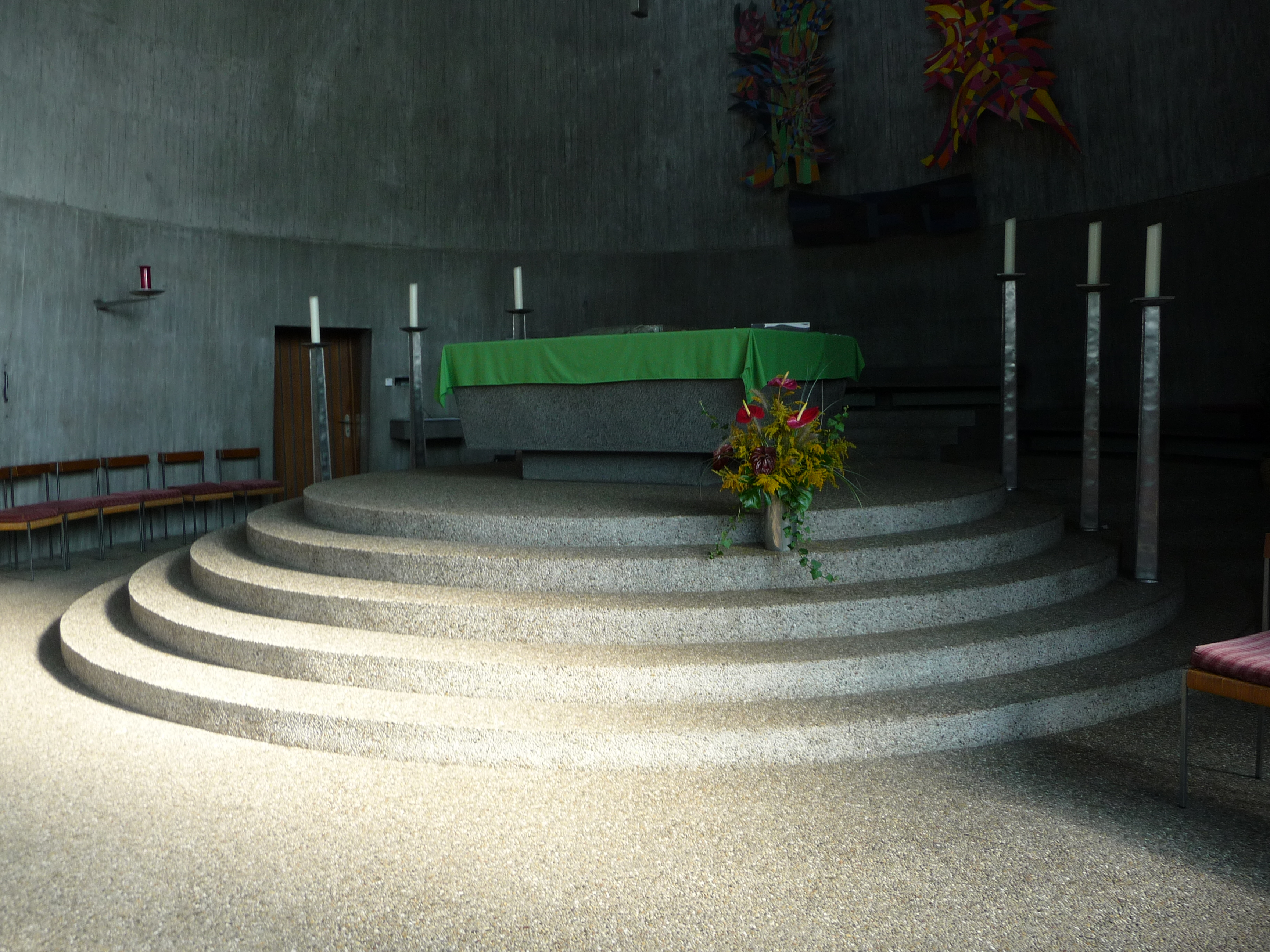
Altarraum
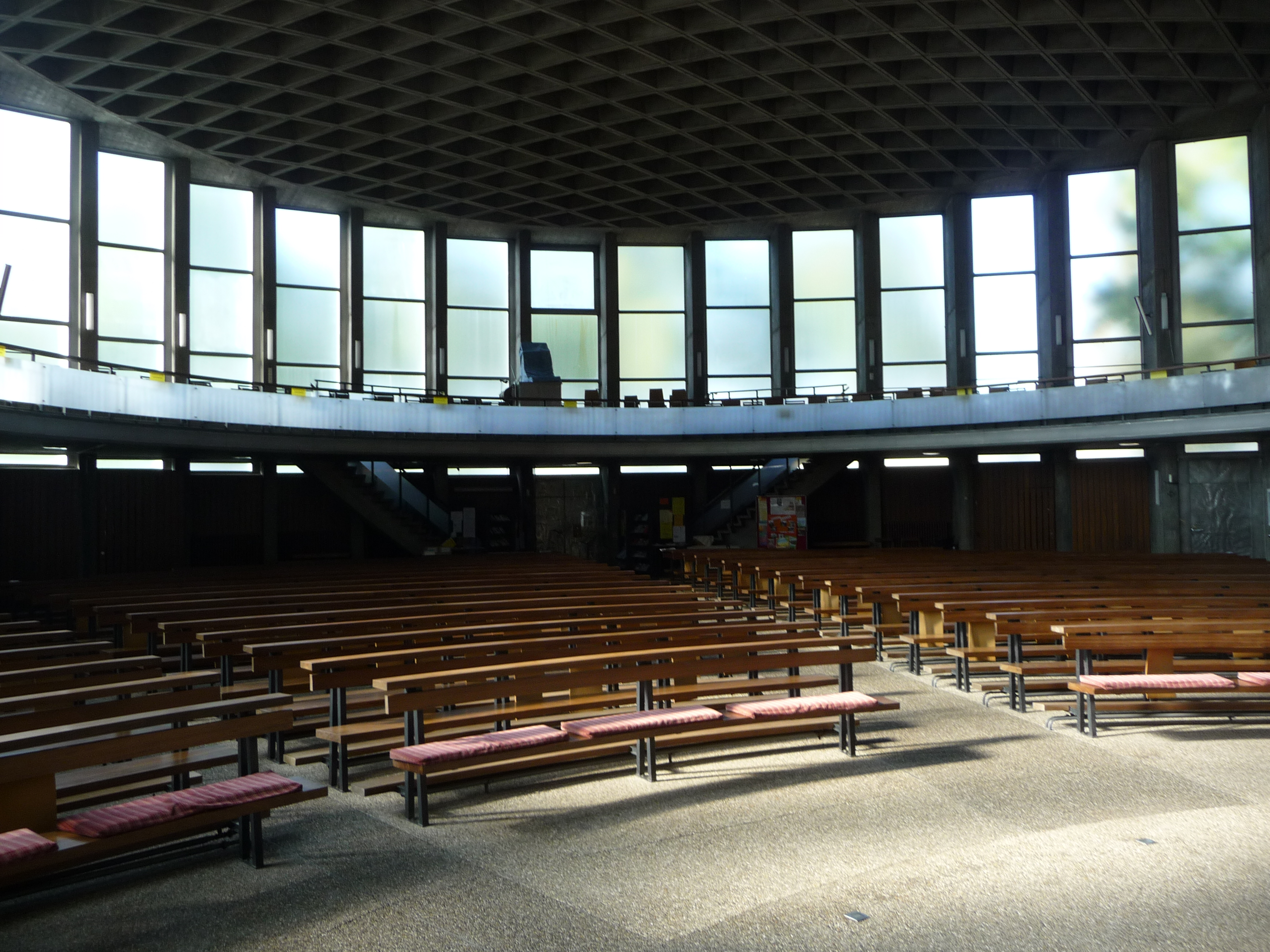
Blick zur Empore

## Beschreibung

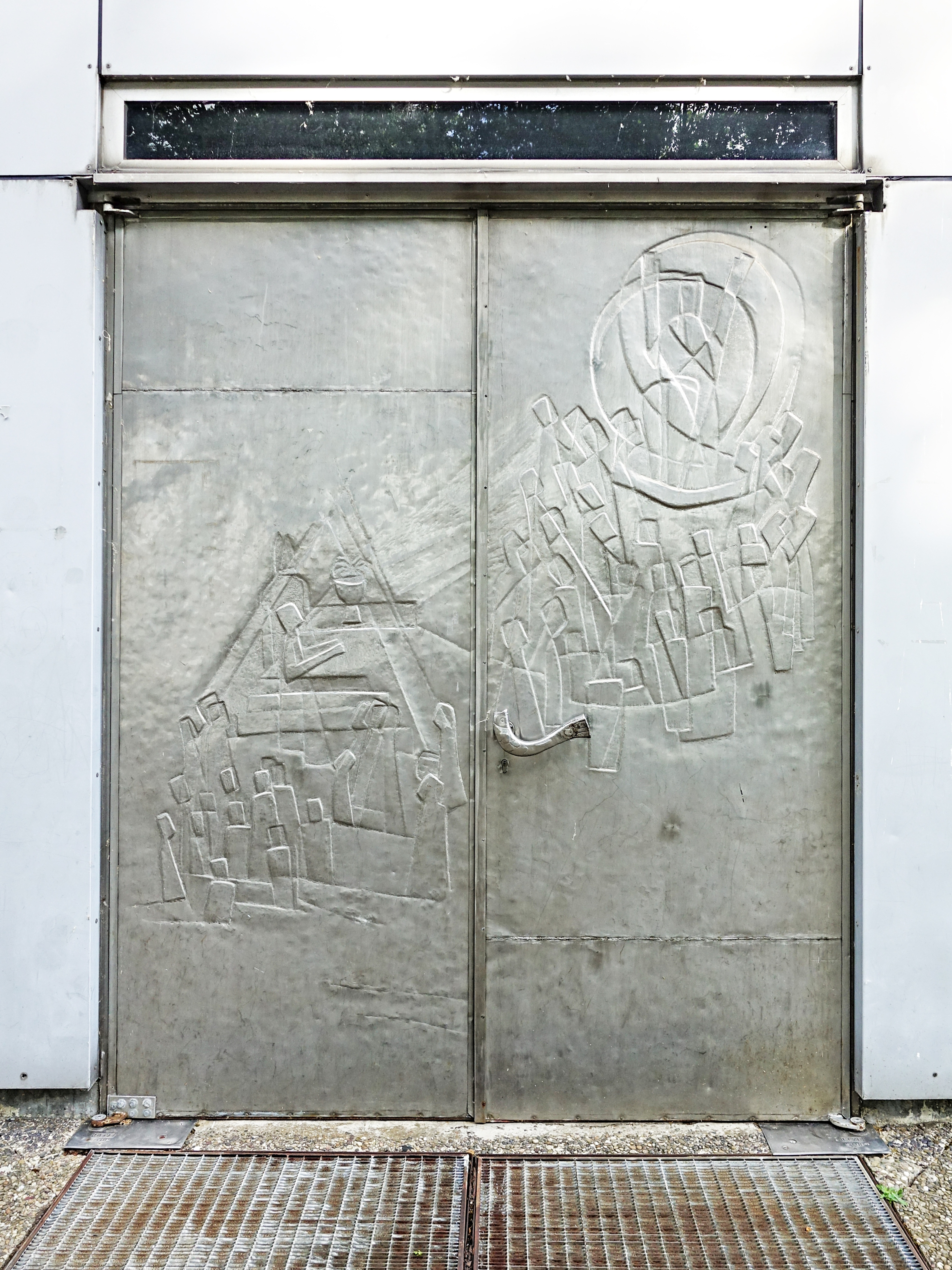
Eingangsportal

Die St.-Konrad-Kirche befindet sich im südlichen Casterfeld. Sie lehnt sich an einen Entwurf von Dominikus Böhm aus dem Jahr 1922 an. Der Grundriss basiert auf einer Ellipse. Die Fassade ist gezackt mit radial angeordneten Betonscheiben und quergestellten Fenstern aus Spiegelrohglas. Das zur flachen Kuppel gewölbte Dach war statisch nicht zu berechnen, so dass vor dem Bau ein Plexiglasmodell gebaut wurde, das man verschiedenen Lasttests unterzog. Der 46 Meter hohe, kegelförmige Turm ist über dem östlichen Ellipsen-Brennpunkt angeordnet. Der ursprüngliche Sichtbeton ist seit 1982 nur noch im Innenraum ansichtig, außen dominiert die 1982 aufgebrachte Aluminium-Verkleidung den Eindruck.
Im Turm der Kirche befindet sich ein dreistimmiges Geläut. Die kleine Glocke mit dem Nominal f″ wurde 1817 von Lucas Speck in Heidelberg gegossen. Sie war ursprünglich für die katholische Kirche in Ilvesheim bestimmt. Die mittlere und die große Glocke mit den Nominalen es″ und c″ sind 1953 für die damalige Notkirche St. Antonius von Friedrich Wilhelm Schilling in Heidelberg gegossen worden und kamen ebenfalls erst später in die St.-Konrad-Kirche.
Im Innern setzt sich der hier halboffene Turm fort, unter dem der Altar angeordnet ist. Das Gestühl ist um ihn herum gruppiert. Die Decke ist mit Rauten kassettiert. Einziger Schmuck bei der Eröffnung der Kirche war das Hängekreuz von Hayno Focken. Die Orgel wurde 1989 von der Orgelbauwerkstatt Fischer & Krämer gebaut. Sie hat zwei Manuale und 27 Register.

## Bildergalerie

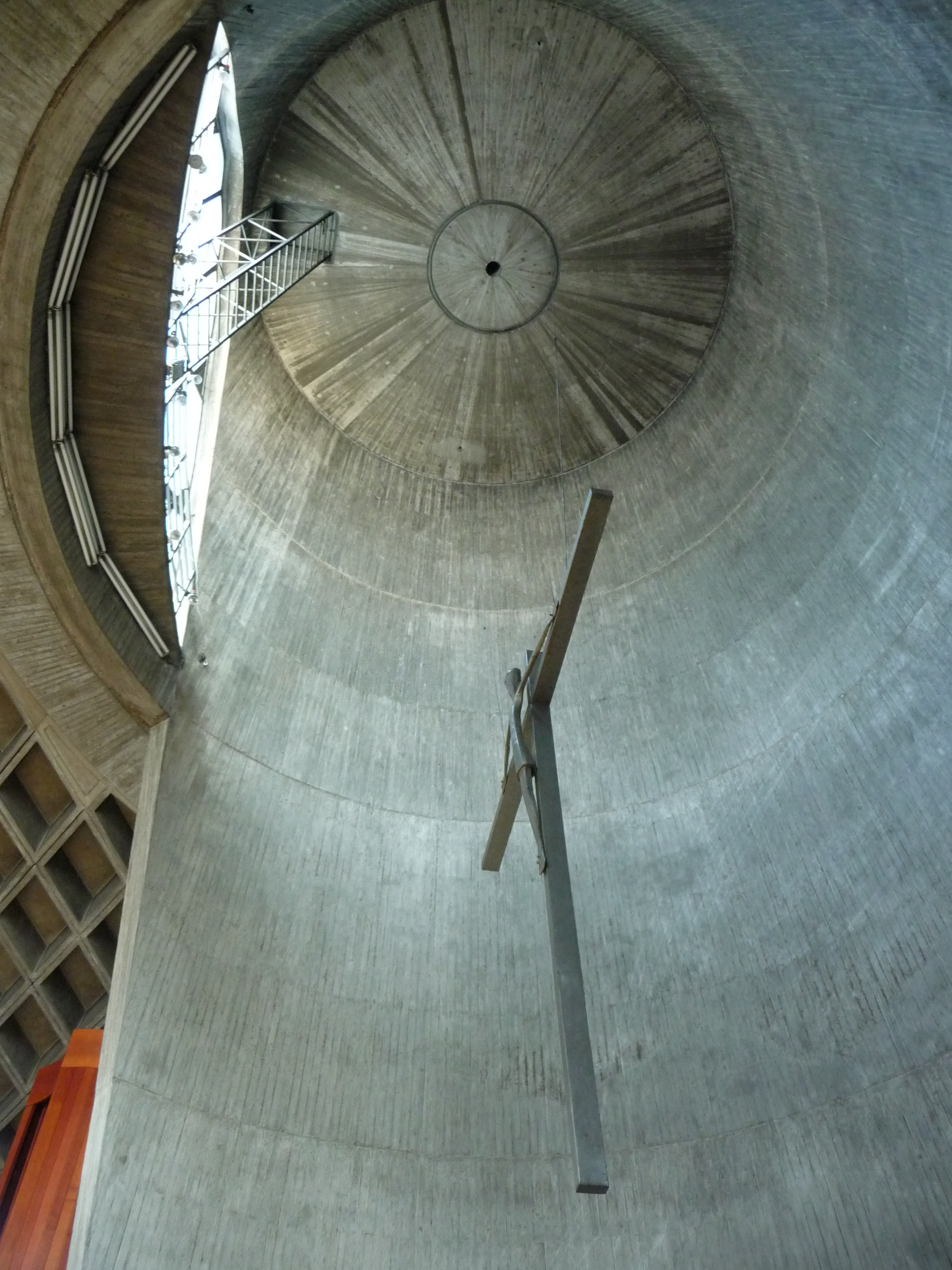
Blick in den Turm
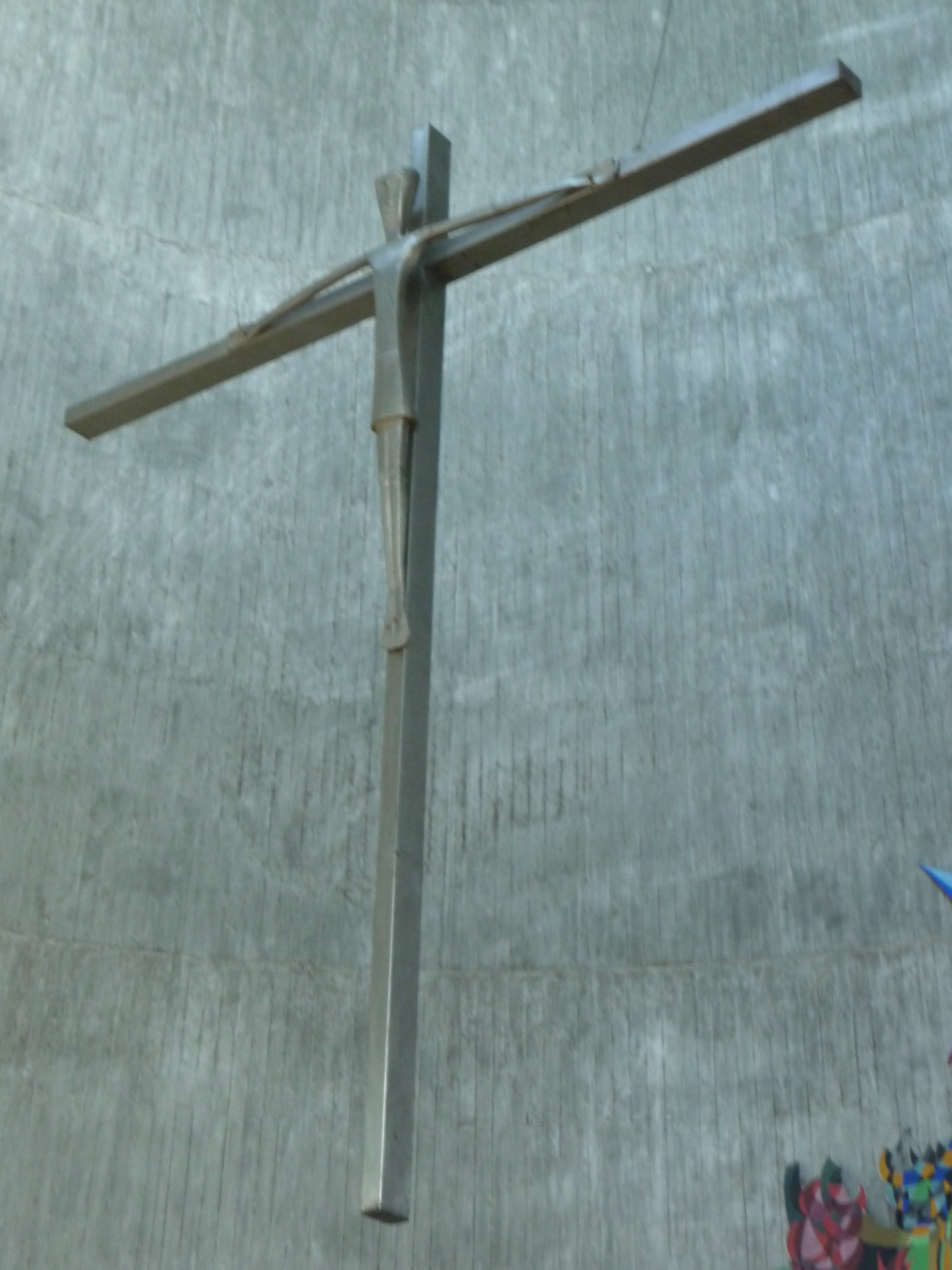
Kreuz
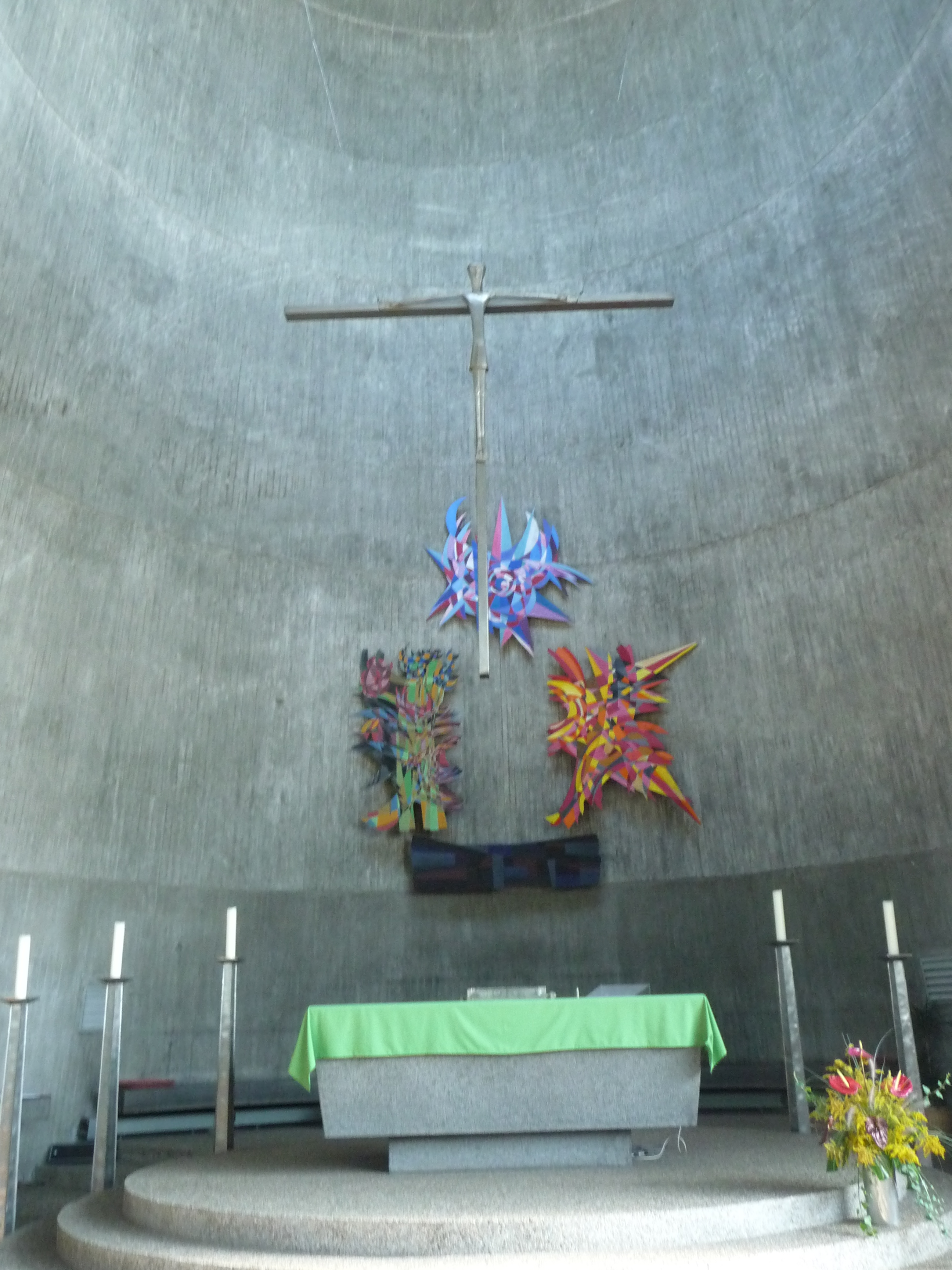
Altar

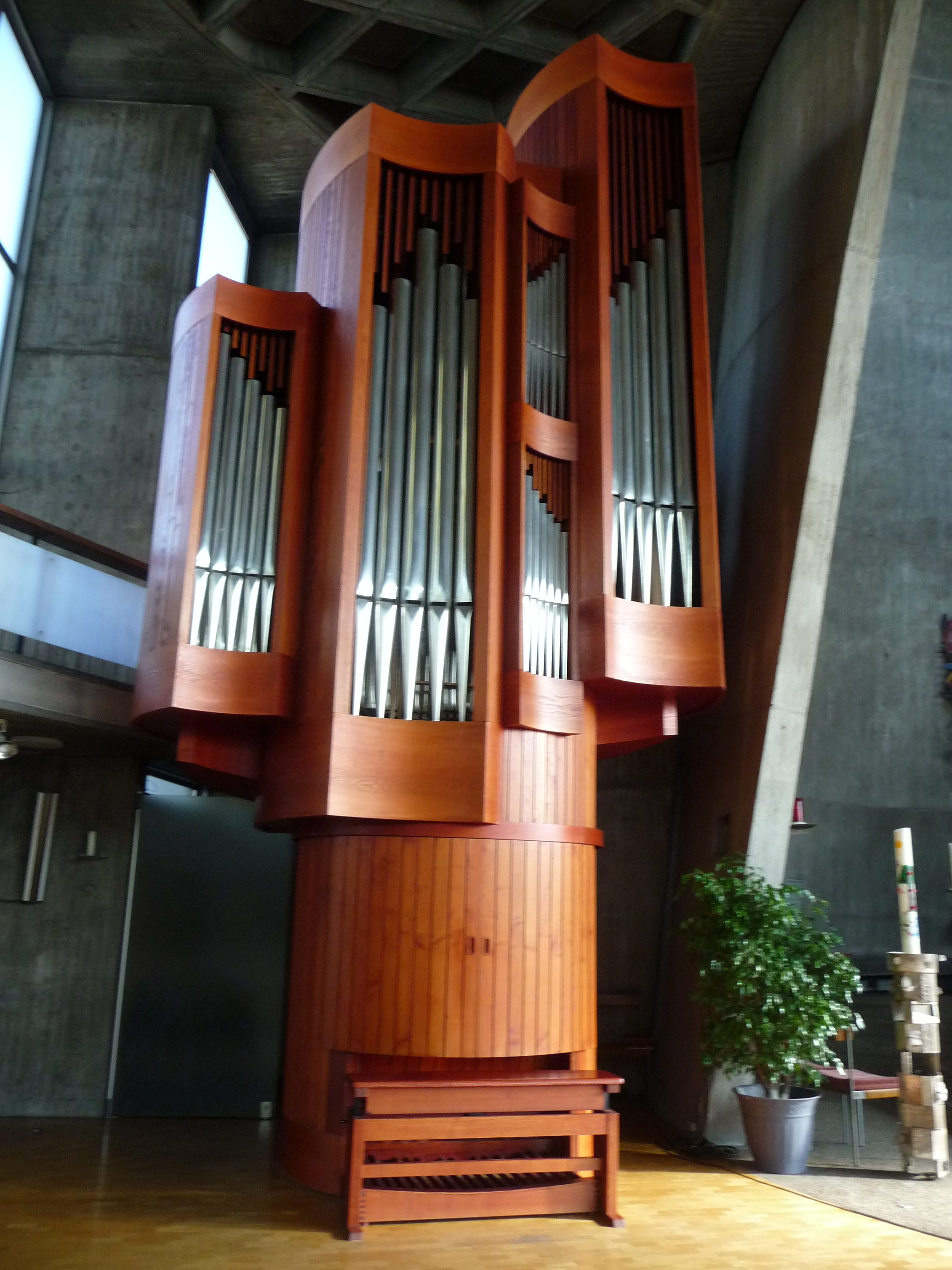
Orgel
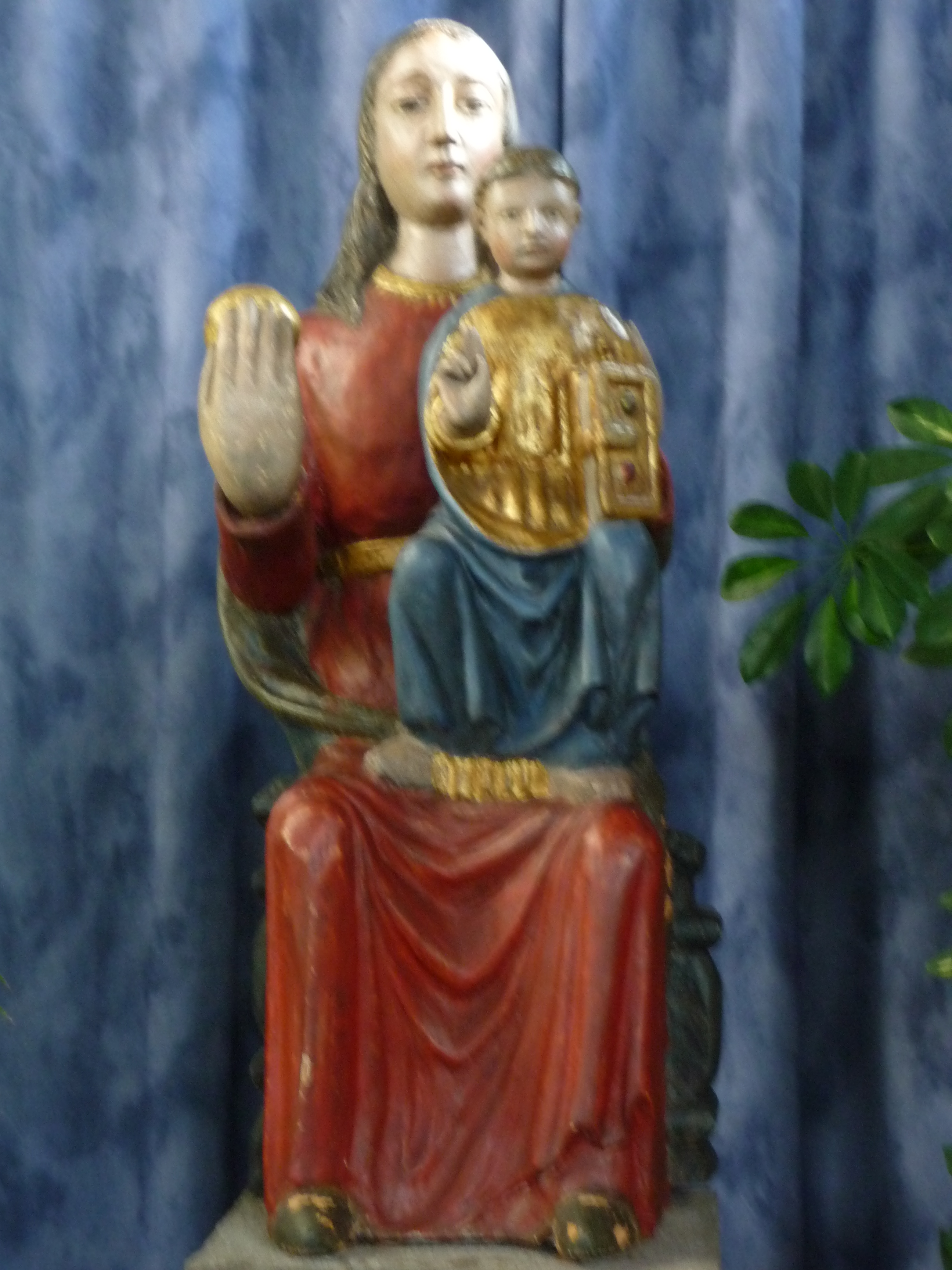
Madonna
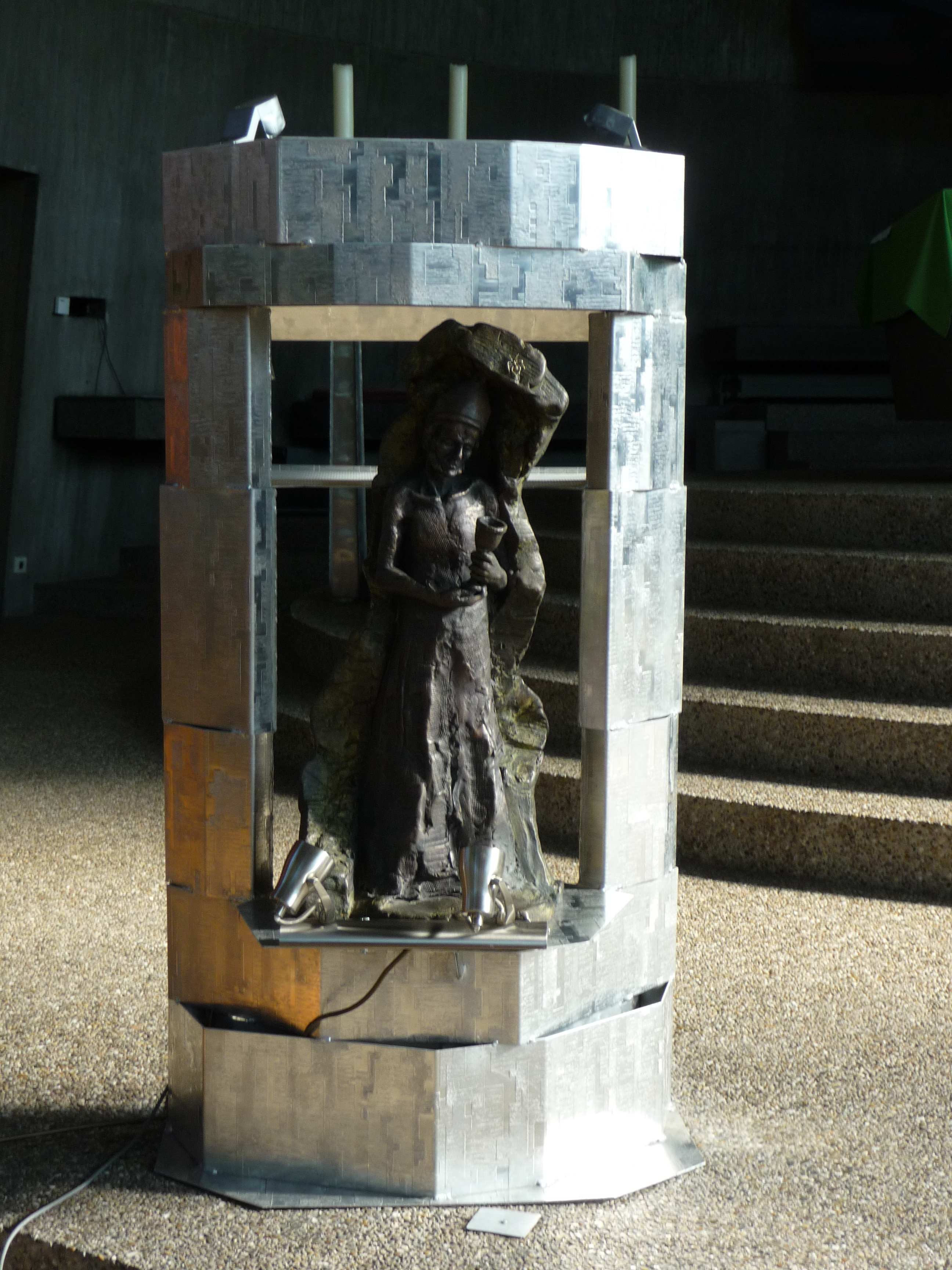
Ambo